# 아키란테스 아스페라
아키란테스 아스페라(Achyranthes aspera)는 토우슬(土牛膝), 조모우슬이라고도 불리며 쇠무릎속에 속하는 종의 하나이다. 흔히 쇠무릎이라고 불리는 상위의 속명 역시 우슬로도 불린다. 우슬은 한자 그대로 소의 무릎이라는 의미이며, 줄기의 마디의 생김에서 유래된 것이다. 한의학 등에서 우슬이라고 할 때에는 쇠무릎의 뿌리에 해당하는 약재를 지칭하는 것이다.

## 설명
아키란테스 아스페라(Achiranthes Aspera)는 야생의 다년생 직립 허브로 줄기는 초본이지만 아래쪽은 목질로 되어 있다. 또한 줄기는 직립하고 분기하며 원통형이고 딱딱하고 각진 형태로 털이 많으며 세로방향으로 줄이 있다. 마디와 미디사이가 도드라져 있고, 마디는 녹색에 보라 또는 분홍색이 섞여 있다. 잎은 가지나 줄기에 나며, 단순형, 돌출형, 마주보는 낭상형, 잎자루형, 난형 또는 도란형, 전체형, 예두형이고, 전체에 털이 나 있고, 단상 그물형이다. 꽃차례는 수상꽃차례(spike)로 뒤로 젖혀진 형태의 꽃이 긴 꽃자루에 달려있다. 9월부터 4월까지 개화하고 결실한다.

## 용도
수종, 치질, 종기 및 어린이의 배앓이에 매우 유용하며, 기침의 치료제로도 사용된다.